# Heilig Kreuz (Füchtenfeld)

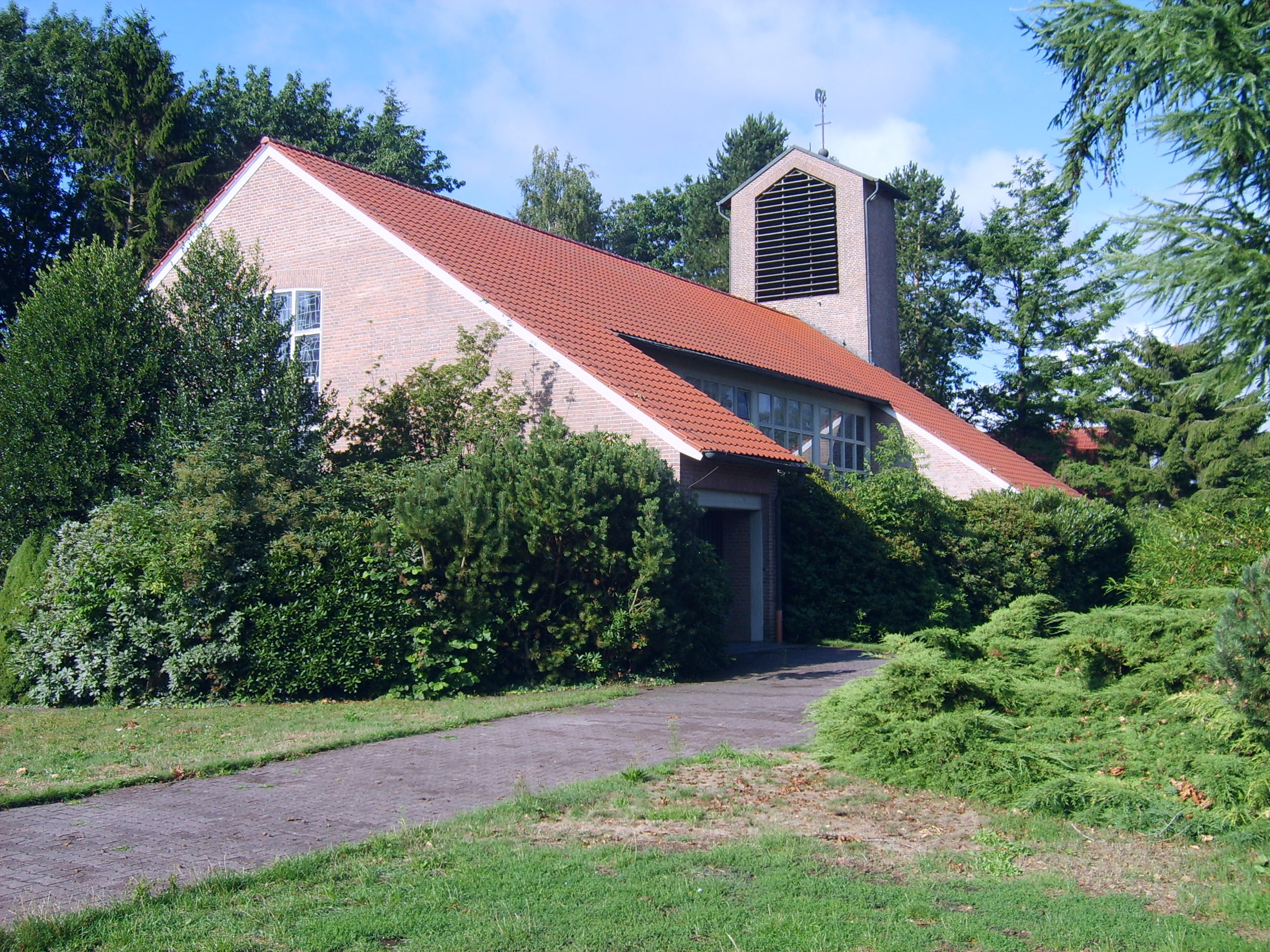
Hl. Kreuz in den Wochen vor dem Abriss

Die Kirche Heilig Kreuz war die römisch-katholische Kirche im Ortsteil Füchtenfeld der Einheitsgemeinde Wietmarschen im niedersächsischen Landkreis Grafschaft Bentheim. Sie war eine Filialkirche der Wallfahrtskirche Wietmarschen.

## Geschichte
Nach dem Zweiten Weltkrieg fanden für die vielen Flüchtlinge und Vertriebenen zunächst religiöse Feiern in einer Baracke statt, die zum Emslandlager 13 gehört hatte. Evangelische und katholische Christen wechselten sich mit ihrem Gottesdienst in dem provisorischen Kirchengebäude ab.
Mit großem Engagement aus der Gemeinde Wietmarschen, vom Bistum Osnabrück und vom Bonifatiuswerk der Katholiken entstand die Kirche Heilig Kreuz an der Potsdamer Straße im Jahr 1966. Sie sollte nur 44 Jahre Bestand haben. Nachdem im Laufe der Jahre die Teilnahme an den Messfeiern stetig abgenommen hatte, wurde die Kirche im Juni 2010 entwidmet und im Oktober 2010 abgerissen.

## Kreuz und Glocke
Das große Kreuz der Kirche verblieb in Wietmarschen. Es wurde mit entsprechendem Schutz bei der Kindertagesstätte St. Johannes aufgestellt.
Die Glocke kam 2014 in die Wallfahrtskirche zurück. Sie war 1819 als Angelusglocke für die Wietmarscher Kirche hergestellt worden. Nach dem Zweiten Weltkrieg kam sie ins Flüchtlingslager nach Füchtenfeld. Zunächst war sie in der Barackenkirche. Dann läutete die nur 50 cm hohe Glocke von einem hölzernen Glockenturm neben der neuerbauten katholischen Kirche, schließlich im Glockenturm des Kirchenneubaus. Nach dem Abriss der Kirche lagerte sie zunächst in einem Museum, ehe sie im Turm der Wallfahrtskirche ihrer alten Bestimmung übergeben wurde.